# Xanadu (videogioco)
Xanadu (ザナドゥ?) è un videogioco di ruolo sviluppato e pubblicato nel 1985 da Nihon Falcom. Distribuito per numerose piattaforme, è il secondo titolo della serie Dragon Slayer. Il gioco è incluso nella collezione Falcom Classics per Sega Saturn insieme a Dragon Slayer e Ys.
Considerato uno dei più importanti RPG prodotti in Giappone, il gioco ha venduto oltre 400 000 copie. Dal videogioco è stato inoltre tratto un OAV di 50 minuti.